# Rhynchium zonatum
Rhynchium zonatum är en stekelart som beskrevs av Walker 1871. Rhynchium zonatum ingår i släktet Rhynchium och familjen Eumenidae. Inga underarter finns listade i Catalogue of Life.